# Marta Lindberg
Marta Sylvia Lindberg (i riksdagen kallad Lindberg i Frövi), född 25 augusti 1912 i Malmö, död 7 april 2006 i Frövi, var en svensk socialdemokratisk politiker.
Hon var gift med Alvar Lindberg (1910–2000).
Lindberg var ledamot av andra kammaren 1958-1960 och 1964–1970. Hon var också ledamot av den nya enkammarriksdagen från 1971, invald i Örebro läns valkrets. Hon skrev 28 egna motioner, huvudsakligen i socialpolitiska ämnen, t ex sjukförsäkringen och utlänningars sociala förmåner.